# Mormonia scortum
Mormonia scortum är en fjärilsart som beskrevs av Hugo Theodor Christoph 1893. Mormonia scortum ingår i släktet Mormonia och familjen nattflyn. Inga underarter finns listade i Catalogue of Life.